# تومونوبو شيميزو
تومونوبو شيميزو (باليابانية: 清水智信) مواليد 28 يونيو 1981 في اليابان، هو ملاكم محترف ياباني يصنف ضمن فئة وزن الذبابة. حقق بطولة رابطة الملاكمة العالمية.

## إحصائيات
خاض خلال مسيرته 24 نزالا، فاز في 19 وتعادل في 1 وخسر في 4. فاز بالضربة القاضية في 9 نزالات.

## روابط خارجية
- تومونوبو شيميزو على موقع بوكس ريك (الإنجليزية) (registration required)